# Bittacus eremus
Bittacus eremus is een schorpioenvlieg uit de familie van de hangvliegen (Bittacidae). De wetenschappelijke naam van de soort is voor het eerst geldig gepubliceerd door Lambkin in 1988.
De soort komt voor in Australië.